# 奥布河畔巴尔
奥布河畔巴尔（法語：Bar-sur-Aube，法語發音：[baʁ syʁ ob] ⓘ），法国东北部城市，大东部大区奥布省的一个市镇，同时也是该省的一个副省会，下辖奥布河畔巴尔区，其市镇面积为16.27平方公里，2022年1月1日时人口数量为4,743人，在法国城市中排名第2,310位。
奥布河畔巴尔位于奥布省东部，奥布河右岸，中世纪时为同名伯国的首府，并因香槟集市而兴盛，现代则是一个区域性的中心城市，巴黎－米卢斯铁路和多条公路在此交汇。法国哲学家加斯东·巴舍拉和作曲家莫里斯·埃马努埃尔出生于奥布河畔巴尔。

## 地名来源
根据法国地名学家埃内斯特·内格尔的论述，“Bar”一名出自高卢语“barro”，意为“山岭顶端的平地”，可能与当地的自然地理特征有关，这一通名在法国香槟地区多地均有出现。

## 历史

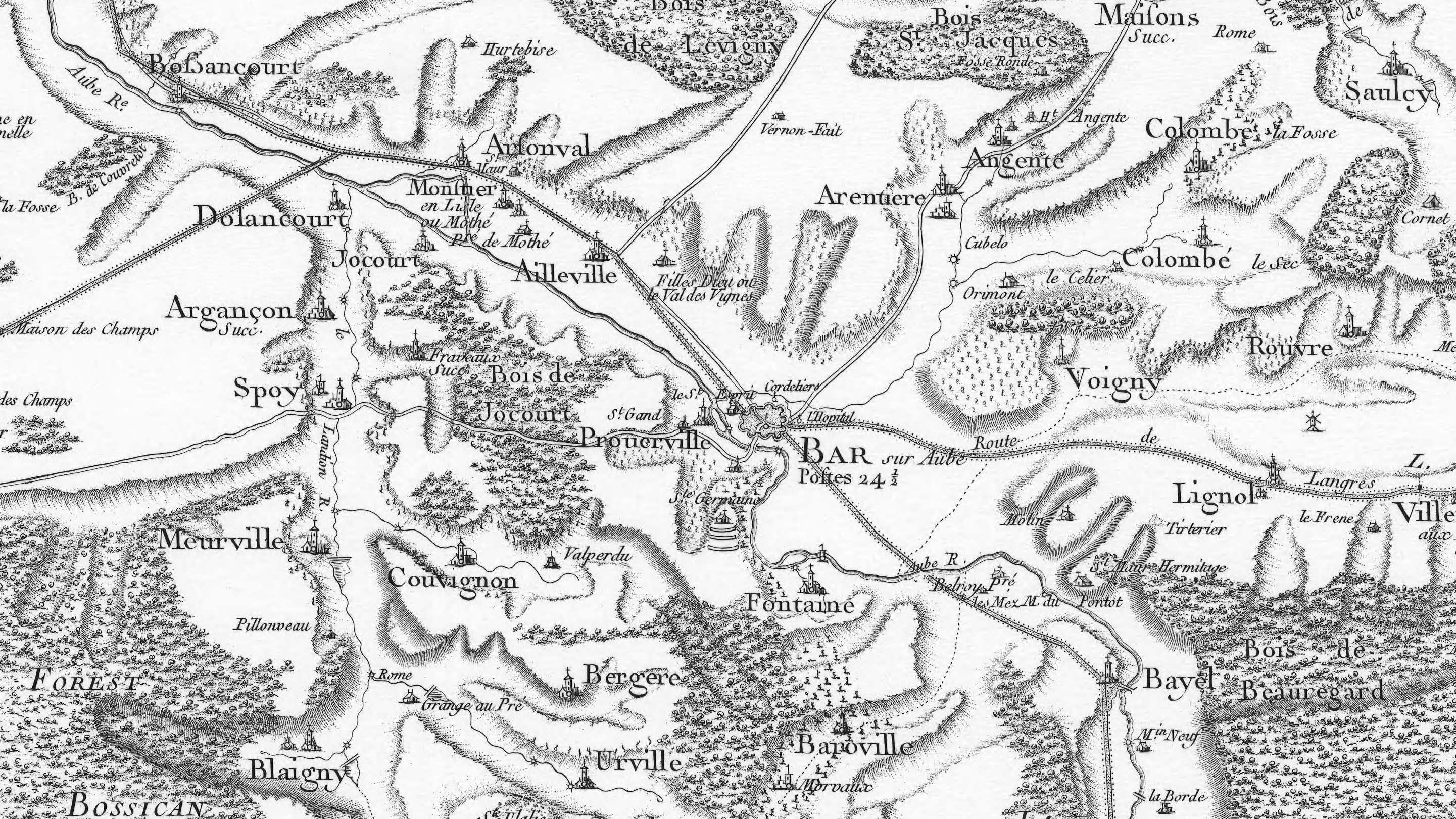
18世纪初的奥布河畔巴尔地图

奥布河畔巴尔的早期历史尚不清楚，该地区在凯尔特人时期就已形成聚落。罗马人入侵后，该地被更名为“Segessera”，意为“收获”，一条连接兰斯和朗格勒之间的道路由此通过，其附近多处区域被开辟为葡萄酒种植园。公元5世纪时，汪达尔人入侵这一地区并纵火烧毁了奥布河畔巴尔。公元889年，西法兰克国王厄德为奥布河畔巴尔颁布自由贸易宪章，当地领主亦获得伯爵头衔。此后，奥布河畔巴尔获得快速发展，成为佛兰德和意大利之间道路上的重要商业集镇，是香槟集市的重要组成部分，当地居民数量在13世纪时一度超过3,000。14世纪后，受到战争以及新商路开辟的影响，奥布河畔巴尔的商业地位逐年下降。1314年5月20日，在法兰西国王路易十世的建议下，洛林公爵费里四世、巴尔伯爵爱德华一世、梅斯主教巴尔的雷诺和布拉蒙领主亨利一世在此签订《奥布河畔巴尔条约》（traité de Bar-sur-Aube），对香槟及洛林地区的土地进行了新的划分。1636年，奥布河畔巴尔遭遇严重的黑死病疫情。法国大革命后，奥布河畔巴尔成为奥布省的一个市镇，并在1790至1800年间为该省的一个地区行署，后改建为副省会。1814年2月27日，奥地利陆军元帅卡尔一世·菲利普率领反法联军一路向西，在奥布河畔巴尔与法兰西军队发生激烈交战并获得胜利，此后联军一路向西奔赴巴黎。1857年，途径奥布河畔巴尔的巴黎－米卢斯铁路建成通车，该铁路是法国东北部的重要铁路干线，被称为“4号线”。1911年，奥布河畔巴尔以及香槟地区的多个城镇爆发葡萄酒农大游行以表达对彼时税收政策的不满。黄金三十年期间，奥布河畔巴尔因农具器械厂而兴盛，当地人口数量一度快速增加，后该工厂逐年亏损并于2001年关闭。

## 地理

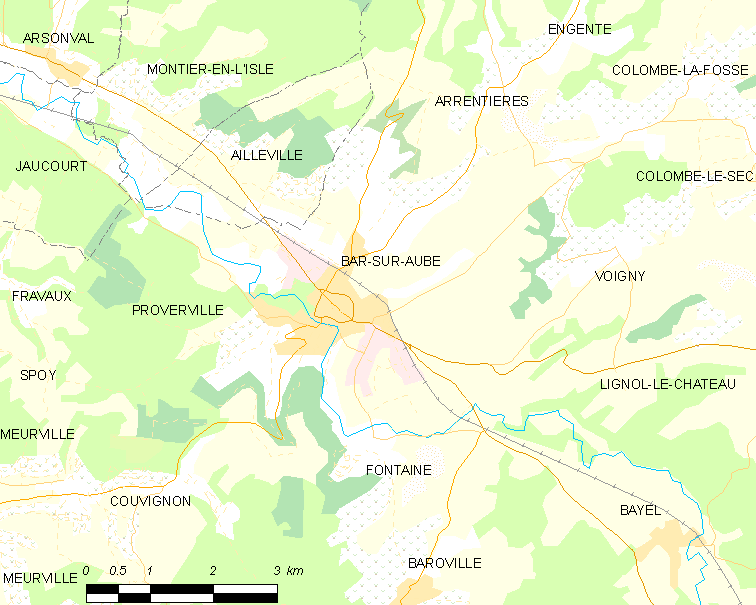
奥布河畔巴尔市镇范围地图

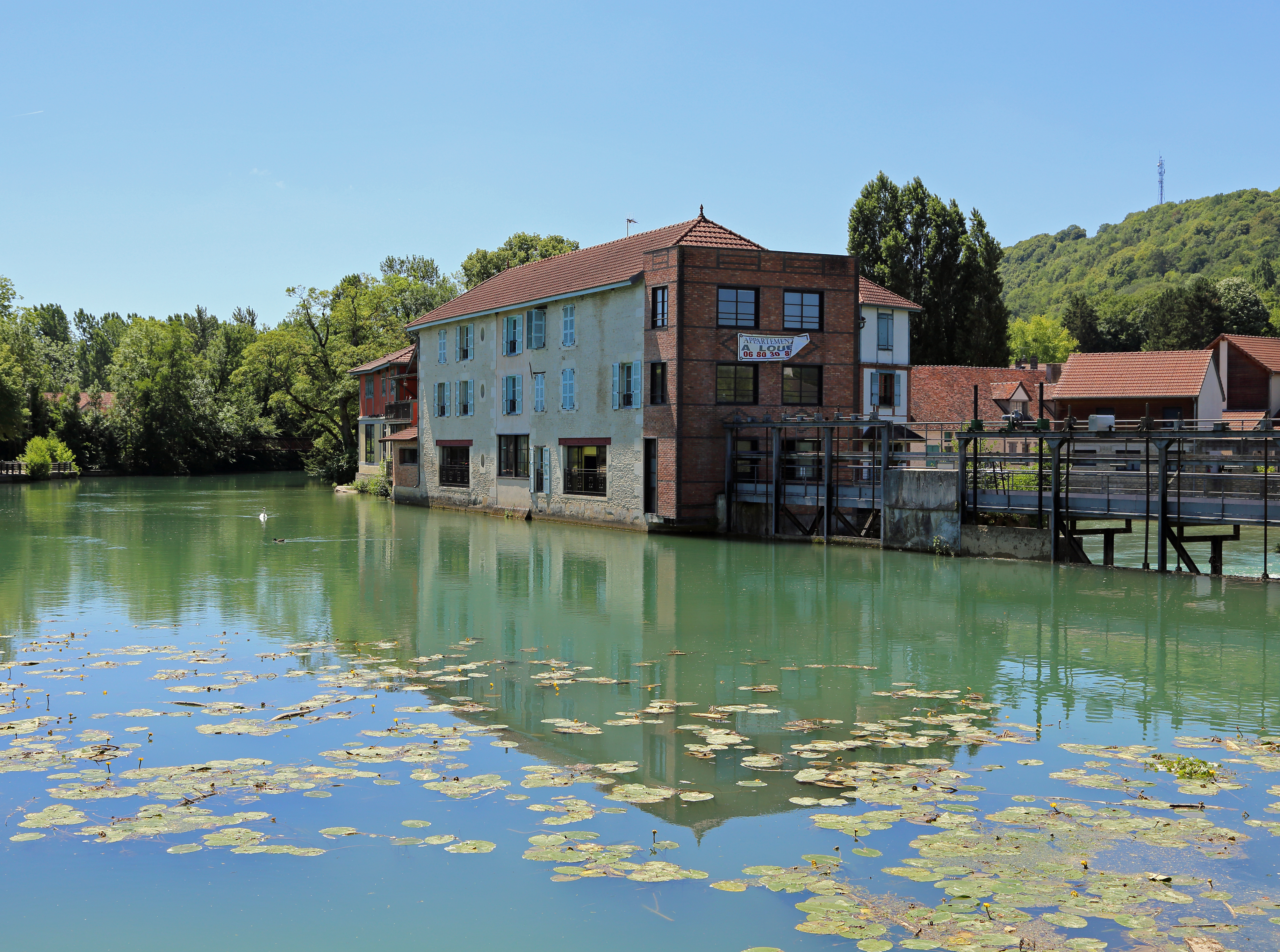
流经奥布河畔巴尔的奥布河

奥布河畔巴尔位于法国东北部，大东部大区西南部和奥布省东部，距离省会特鲁瓦大约54公里。与奥布河畔巴尔接壤的市镇包括：阿耶维尔、阿朗蒂耶尔、库维尼翁、枫丹、普罗韦维尔和巴耶勒。

### 地形
奥布河畔巴尔位于巴黎盆地东部，境内以浅丘为主，市镇中心地势较为平坦，奥布河左岸为圣日耳曼岭（Colline Sainte-Germaine），全境海拔在156到348米之间。

### 水文
奥布河畔巴尔位于塞纳河流域范围内，其右岸一级支流奥布河自东南向西北呈反“L”型流经境内，其拐角处左岸建有水力磨坊。

### 植被
奥布河畔巴尔属于温带阔叶混交林区，林地多分布于河流附近，市区西侧的奥布河畔巴尔公园（Parc de Bar Sur Aube）是当地主要的城市绿地。
在鲜花城市的评比中，奥布河畔巴尔被评为3星级鲜花城市。

### 气候
奥布河畔巴尔在柯本气候分类法中属于温带海洋性气候，因其距离海岸线相对较远，故当地气候又有一定的大陆性特征。
距离奥布河畔巴尔最近的常年气象站位于阿耶维尔境内，以下为该气象站的数据（其中日照数据取自特鲁瓦气象站）：
| 阿耶维尔 1981年－2019年 | 阿耶维尔 1981年－2019年 | 阿耶维尔 1981年－2019年 | 阿耶维尔 1981年－2019年 | 阿耶维尔 1981年－2019年 | 阿耶维尔 1981年－2019年 | 阿耶维尔 1981年－2019年 | 阿耶维尔 1981年－2019年 | 阿耶维尔 1981年－2019年 | 阿耶维尔 1981年－2019年 | 阿耶维尔 1981年－2019年 | 阿耶维尔 1981年－2019年 | 阿耶维尔 1981年－2019年 | 阿耶维尔 1981年－2019年 |
| 月份                    | 1月                     | 2月                     | 3月                     | 4月                     | 5月                     | 6月                     | 7月                     | 8月                     | 9月                     | 10月                    | 11月                    | 12月                    | 全年                    |
| ----------------------- | ----------------------- | ----------------------- | ----------------------- | ----------------------- | ----------------------- | ----------------------- | ----------------------- | ----------------------- | ----------------------- | ----------------------- | ----------------------- | ----------------------- | ----------------------- |
| 历史最高温 °C（°F）     | 18.2 (64.8)             | 20 (68)                 | 25.2 (77.4)             | 29.9 (85.8)             | 32.8 (91.0)             | 38.8 (101.8)            | 39 (102)                | 41.2 (106.2)            | 34.7 (94.5)             | 28.7 (83.7)             | 23.9 (75.0)             | 17.3 (63.1)             | 41.2 (106.2)            |
| 平均高温 °C（°F）       | 6.5 (43.7)              | 8.1 (46.6)              | 12.2 (54.0)             | 15.8 (60.4)             | 20.2 (68.4)             | 23.4 (74.1)             | 25.8 (78.4)             | 25.6 (78.1)             | 21.1 (70.0)             | 16.4 (61.5)             | 10.1 (50.2)             | 6.5 (43.7)              | 16 (61)                 |
| 日均气温 °C（°F）       | 3.4 (38.1)              | 4.3 (39.7)              | 7.3 (45.1)              | 10.1 (50.2)             | 14.3 (57.7)             | 17.3 (63.1)             | 19.5 (67.1)             | 19.3 (66.7)             | 15.5 (59.9)             | 11.8 (53.2)             | 6.9 (44.4)              | 3.8 (38.8)              | 11.1 (52.0)             |
| 平均低温 °C（°F）       | 0.3 (32.5)              | 0.4 (32.7)              | 2.4 (36.3)              | 4.3 (39.7)              | 8.4 (47.1)              | 11.3 (52.3)             | 13.3 (55.9)             | 13 (55)                 | 9.9 (49.8)              | 7.2 (45.0)              | 3.6 (38.5)              | 1.1 (34.0)              | 6.3 (43.3)              |
| 历史最低温 °C（°F）     | −17.9 (−0.2)            | −15 (5)                 | −15.1 (4.8)             | −6.1 (21.0)             | −1.6 (29.1)             | 0 (32)                  | 5.3 (41.5)              | 3.5 (38.3)              | 0.9 (33.6)              | −6 (21)                 | −11.6 (11.1)            | −19.7 (−3.5)            | −19.7 (−3.5)            |
| 平均降水量 mm（）       | 59.5 (2.34)             | 62 (2.4)                | 66.6 (2.62)             | 67.4 (2.65)             | 70.7 (2.78)             | 61.8 (2.43)             | 78.4 (3.09)             | 68.8 (2.71)             | 76.7 (3.02)             | 75.1 (2.96)             | 79.8 (3.14)             | 78 (3.1)                | 844.8 (33.26)           |
| 月均日照時數            | 68.6                    | 88.3                    | 143.8                   | 184.8                   | 215                     | 229.4                   | 235.5                   | 228.2                   | 179.2                   | 123.6                   | 66.6                    | 53.6                    | 1,816.6                 |
| 来源：infoclimat.fr     |                         |                         |                         |                         |                         |                         |                         |                         |                         |                         |                         |                         |                         |

## 行政区划
奥布河畔巴尔的市镇编号为10033，邮政编号为10200。
在行政管理方面，奥布河畔巴尔隶属于法国大东部大区奥布省，同时也是该省的一个副省会，下辖奥布河畔巴尔区；在地方选举方面，奥布河畔巴尔是奥布河畔巴尔县的中央投票站所在地，其市镇范围全境被划入奥布省第一选区；在社会管理方面，奥布河畔巴尔是奥布河畔巴尔地区市镇公共社区的办公驻地。
截至2023年2月，奥布河畔巴尔市镇范围内暂无城市敏感街区及城市政策优先街区。
法国国家统计与经济研究所（简称）在进行数据统计时，将奥布河畔巴尔及相邻的另外一个市镇设为奥布河畔巴尔城市核心区（Unité urbaine de Bar-sur-Aube），并将包括核心区在内的周边共18个市镇划为奥布河畔巴尔城市区（Aire urbaine de Bar-sur-Aube）。自2020年起，奥布河畔巴尔城市区被包含43个市镇的奥布河畔巴尔城市辐射区代替。此外，还将奥布河畔巴尔市镇分为了三个“块区”（IRIS），以便于统计人口分布情况。

## 交通

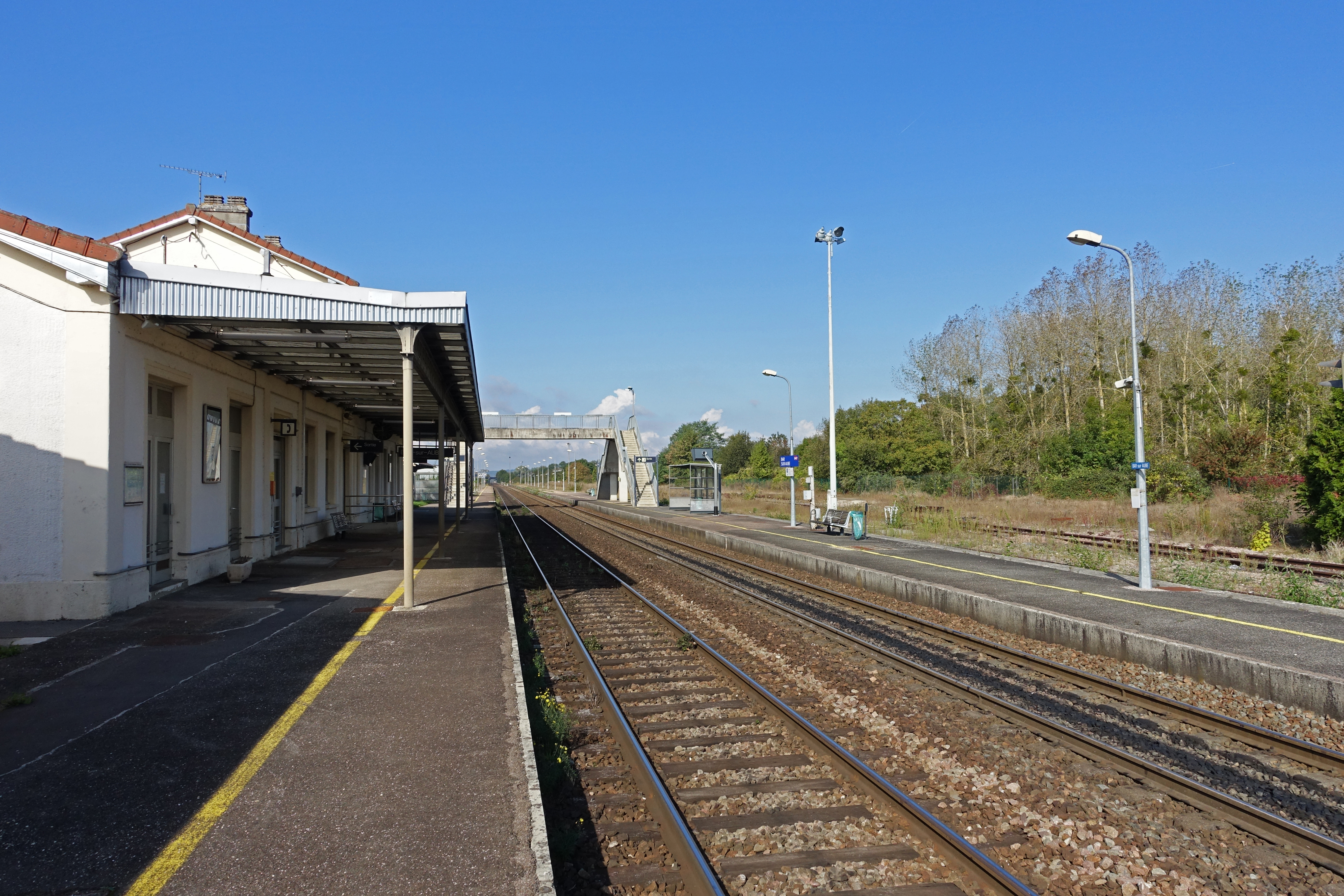
奥布河畔巴尔火车站内的股道

### 公路
奥布省省道D4线、D13线、D73线、D384线和D619线在奥布河畔巴尔境内交汇。大东部大区下属的城际客运提供巴士线路，可前往特鲁瓦、布列讷堡和维尔苏拉费泰。
| 23 | 17 |

| 32 | 47 |

| 特鲁瓦 | 54 |

| 巴尔斯河畔旺德夫尔 | 22 |

| 肖蒙 | 40 |

| 塞纳河畔巴尔 | 37 |

| 圣迪济耶 | 56 |

| 苏莱讷迪 | 19 |

2019年，61%的奥布河畔巴尔家庭拥有至少一辆私人汽车。2018年，奥布河畔巴尔境内共发生各类交通事故1起，造成1人受伤，其中1人重伤。

### 铁路
奥布河畔巴尔位于巴黎－米卢斯铁路上。奥布河畔巴尔站位于市区北部，停靠往返于巴黎和米卢斯之间的区域列车，部分班次可前往第戎。

### 航空
距离奥布河畔巴尔最近的民用航空站为巴黎-瓦特里机场，距离奥布河畔巴尔市中心的公路里程约91公里。

### 城市公共交通
截至2023年2月，奥布河畔巴尔暂无城市公共交通系统。

## 政治

### 市政内阁

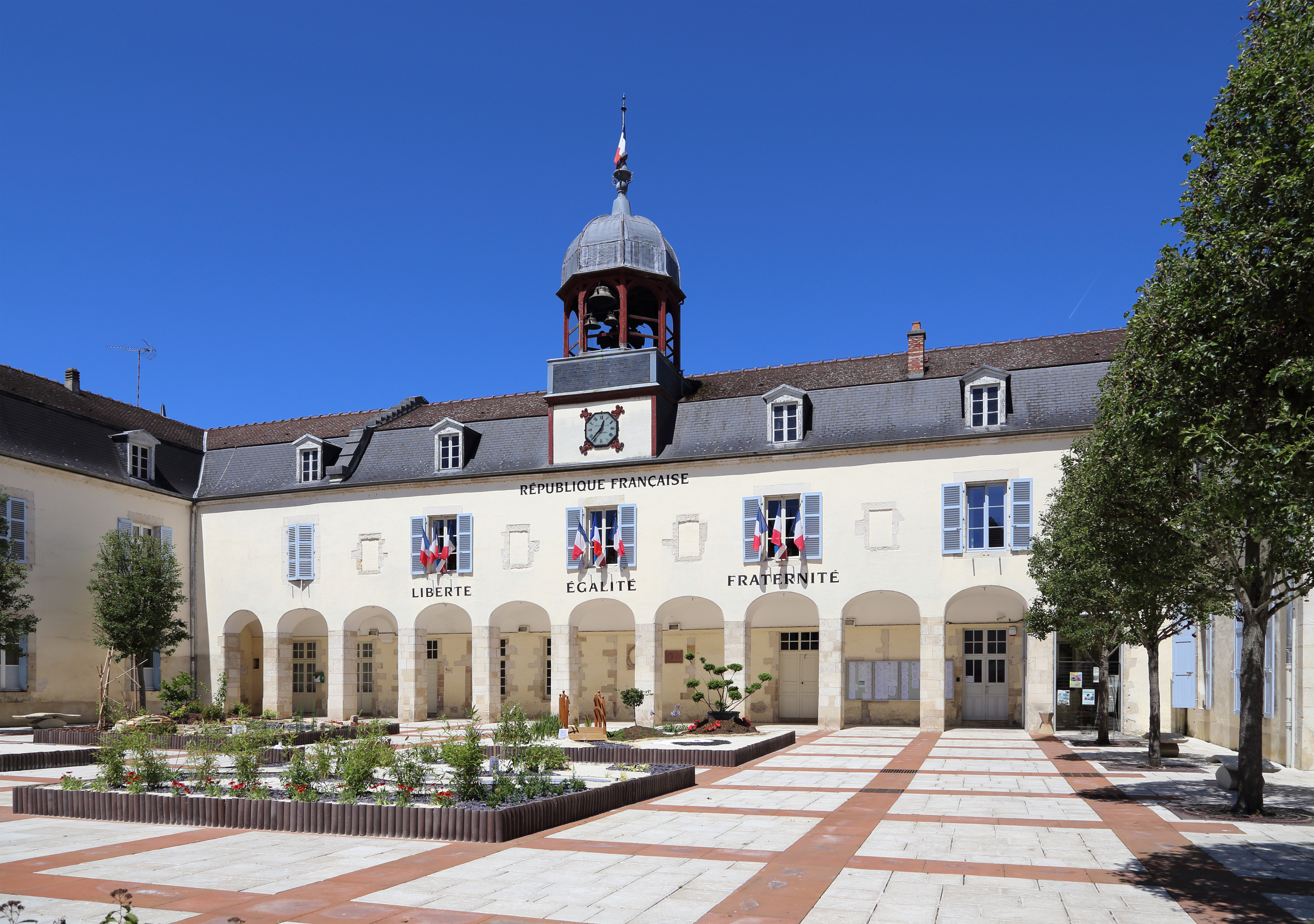
奥布河畔巴尔市政厅

奥布河畔巴尔的现任市长为菲利普·博尔德先生（Philippe BORDE），他是一名右翼无党派人士，在2020年的市政选举中获得了59.61%的支持率。
| 奥布河畔巴尔历届市长 | 奥布河畔巴尔历届市长                  | 奥布河畔巴尔历届市长        |
| 任期                 | 市长                                  | 党派                        |
| -------------------- | ------------------------------------- | --------------------------- |
| 1944年－1947年       | Léon CHEVILLOTTE 莱昂·舍维约特        | 不详                        |
| 1947年－1959年       | Maurice VÉCHIN 莫里斯·韦尚            | SFIO工人国际法国支部        |
| 1959年－1965年       | Henry SUPPER 亨利·叙佩                | 不详                        |
| 1964年－1965年       | Roger RUBAUD 罗歇·吕博                | 不详                        |
| 1965年－1971年       | Claude PERTAT 克洛德·佩尔塔           | 不详                        |
| 1971年－2001年       | Jean-Pierre DAVOT 让-皮埃尔·达沃      | DVD右翼无党派人士           |
| 2001年－2008年       | Jean-François LEROUX 让-弗朗索瓦·勒鲁 | DVG左翼无党派人士           |
| 2008年－2014年       | René GAUDOT 勒内·戈多                 | PRG左派激進黨               |
| 2014年－             | Philippe BORDE 菲利普·博尔德          | LR共和黨 →DVD右翼无党派人士 |

### 各级选举
| 奥布河畔巴尔历届投票选举结果 | 奥布河畔巴尔历届投票选举结果 | 奥布河畔巴尔历届投票选举结果 | 奥布河畔巴尔历届投票选举结果 | 奥布河畔巴尔历届投票选举结果       | 奥布河畔巴尔历届投票选举结果 | 奥布河畔巴尔历届投票选举结果 | 奥布河畔巴尔历届投票选举结果       | 奥布河畔巴尔历届投票选举结果 | 奥布河畔巴尔历届投票选举结果 |
| 选举项目                     | 选举范围                     | 选区单位                     | 选区单位内的选举结果         | 选区单位内的选举结果               | 选区单位内的选举结果         | 选区单位内的选举结果         | 选区单位内的选举结果               | 选区单位内的选举结果         | 参考资料                     |
| 选举项目                     | 选举范围                     | 选区单位                     | 第一轮胜出者                 | 第一轮胜出者                       | 支持率                       | 第二轮胜出者                 | 第二轮胜出者                       | 支持率                       | 参考资料                     |
| ---------------------------- | ---------------------------- | ---------------------------- | ---------------------------- | ---------------------------------- | ---------------------------- | ---------------------------- | ---------------------------------- | ---------------------------- | ---------------------------- |
| 2017年法國總統選舉           | 法國                         | 市镇                         |                              | 玛丽娜·勒庞                        | 30.95%                       |                              | 埃马纽埃尔·马克龙                  | 54.63%                       | [ 28 ]                       |
| 2017年法国立法选举           | 奥布省第一选区               | 市镇                         |                              | 格雷戈里·贝松-莫罗                 | 25.7%                        |                              | 格雷戈里·贝松-莫罗                 | 39.85%                       | [ 28 ]                       |
| 2019年欧洲议会选举           | 法國                         | 市镇                         |                              | 若尔丹·巴尔代拉                    | 34.81%                       | （不适用）                   | （不适用）                         | （不适用）                   | [ 30 ]                       |
| 2021年法国省级选举           | 奥布省                       | 县                           |                              | 菲利普·达勒马涅 玛丽-诺埃尔·里戈洛 | 55.99%                       |                              | 菲利普·达勒马涅 玛丽-诺埃尔·里戈洛 | 69.51%                       | [ 31 ]                       |
| 2021年法国省级选举           | 奥布省                       | 市镇                         |                              | 菲利普·达勒马涅 玛丽-诺埃尔·里戈洛 | 47.84%                       |                              | 菲利普·达勒马涅 玛丽-诺埃尔·里戈洛 | 66.16%                       | [ 31 ]                       |
| 2021年法国大区选举           | 大東部大區                   | 市镇                         |                              | 让·罗特纳                          | 36.62%                       |                              | 让·罗特纳                          | 48.04%                       | [ 32 ]                       |
| 2022年法国总统选举           | 法國                         | 市镇                         |                              | 玛丽娜·勒庞                        | 32.32%                       |                              | 玛丽娜·勒庞                        | 51.19%                       | [ 28 ]                       |
| 2022年法国立法选举           | 奥布省第一选区               | 市镇                         |                              | 若尔丹·吉东                        | 31.71%                       |                              | 若尔丹·吉东                        | 52.31%                       | [ 28 ]                       |

## 人口
2019年，奥布河畔巴尔市镇人口数量为4,787，在法国排名第2,310位。其中男性2,289人，女性2,498人，75岁及以上人口占12.6%，外籍人口数量为511人，人口密度为294人/平方公里，当地男性居民被称为或，女性居民被称为或。2020年，奥布河畔巴尔境内出生36人，死亡人口57人。
| 奥布河畔巴尔1901年－2020年人口变化情况 |
|                                        |
| 数据来源：Cassini、INSEE               |

## 经济

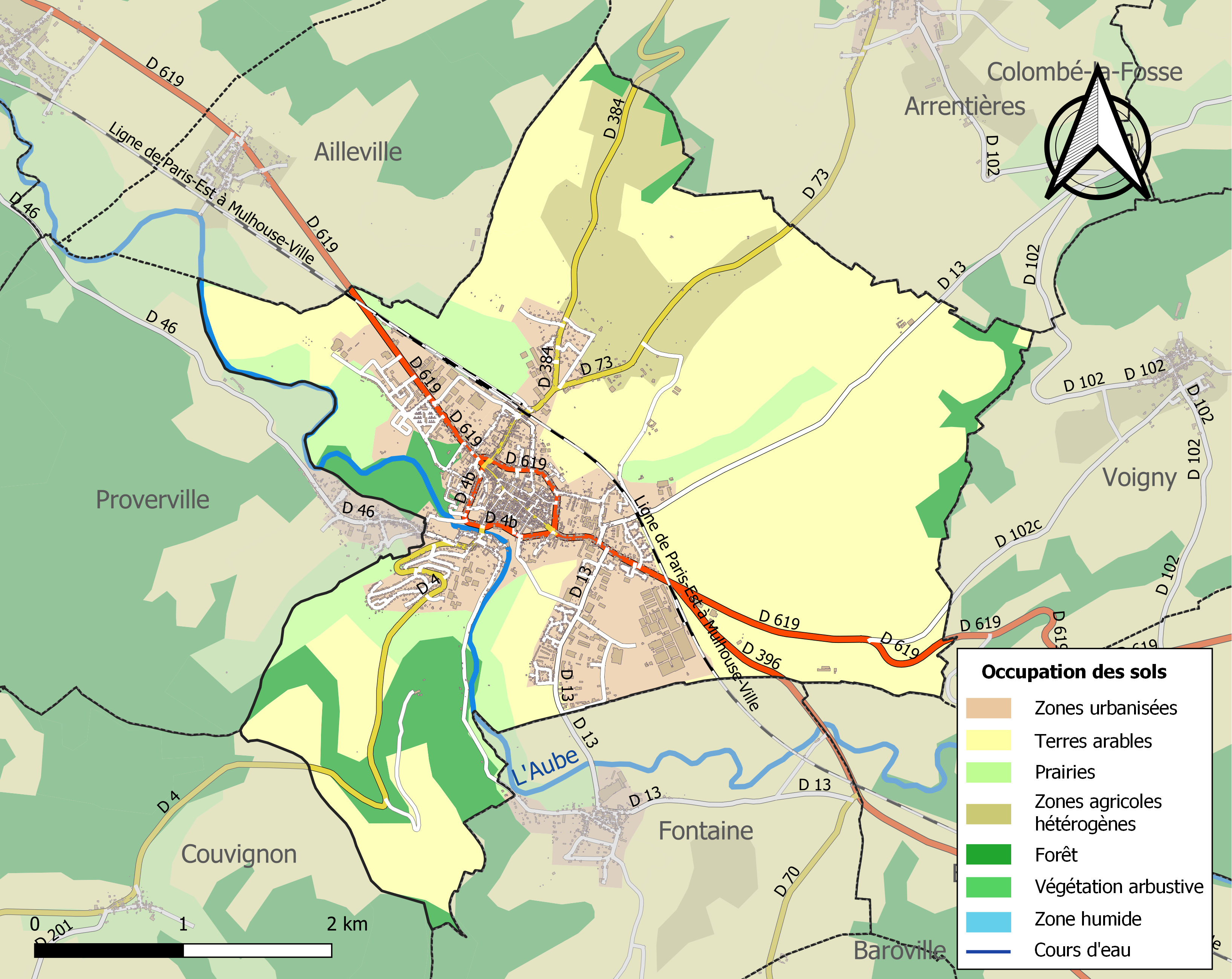
奥布河畔巴尔土地利用情况地图

奥布河畔巴尔是一个区域性的中心城市。截止2023年2月，奥布河畔巴尔市镇范围内共有各类用人单位（包含自雇）648家，平均历史为20年，其中92.37%为中小型企业（PME），2022年12月至2023年2月间，当地的经济活力指数为0.15%。（大型零售）、（零售）及（特种服饰）是当地2021年营业额最高的三个企业，分别为40,033,912欧元、8,352,260欧元和1,662,508欧元。

## 财政与居民收入
2021年，奥布河畔巴尔的财政收入总额为6,197,680欧元，财政支出总额为5,387,930欧元，当年的债务总额为5,675,400欧元。2021年，奥布河畔巴尔市镇通过增值税获得259,410欧元的收入，此外当地还共获得了802,340欧元的国家直接财政补助。
2020年，奥布河畔巴尔的人均月收入总额为1,934欧元，其中高级职员为3,768欧元，低于法国平均水平（4,230欧元）；中级职员为2,218欧元，低于法国平均水平（2,411欧元）；普通职员为1,635欧元，亦低于法国平均水平（1,740欧元）。
2019年，奥布河畔巴尔境内的贫困率为23%，青壮年（15至64岁）失业率为22.7%；当地38.7%的家庭拥有纳税资格，平均纳税2,179欧元，低于法国平均水平（3,910欧元）。

## 社会事务

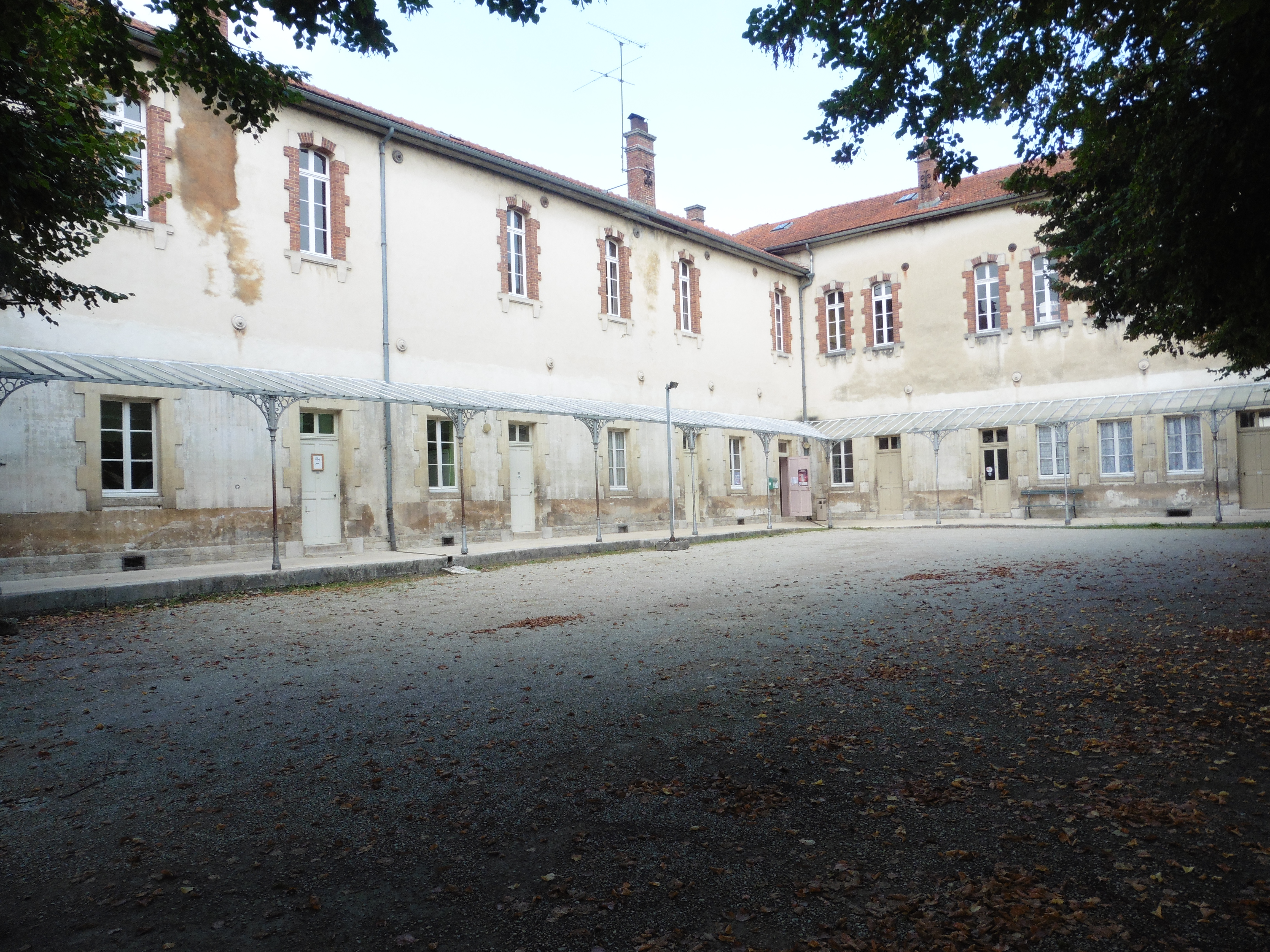
奥布河畔巴尔的一所初级中学

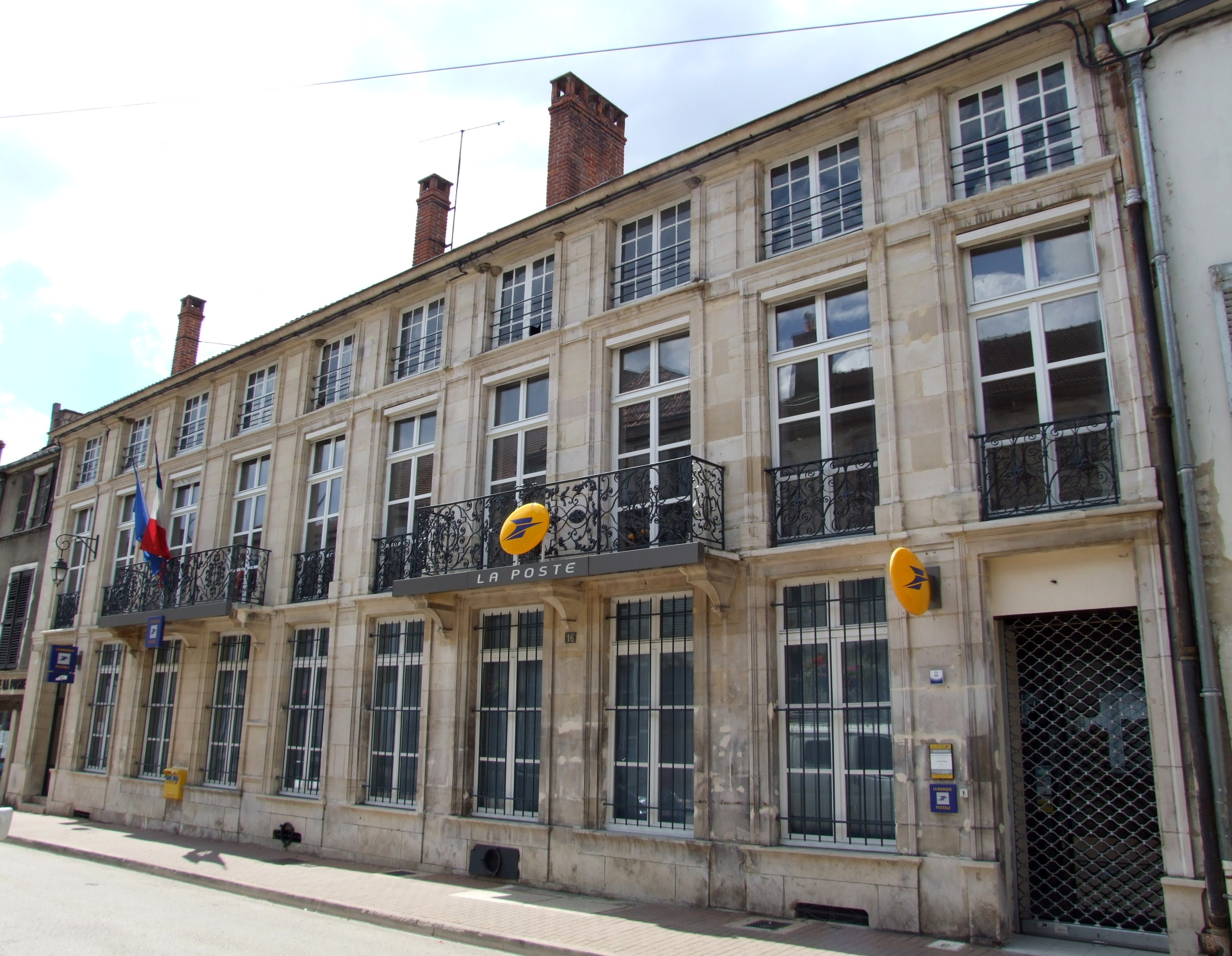
奥布河畔巴尔邮局

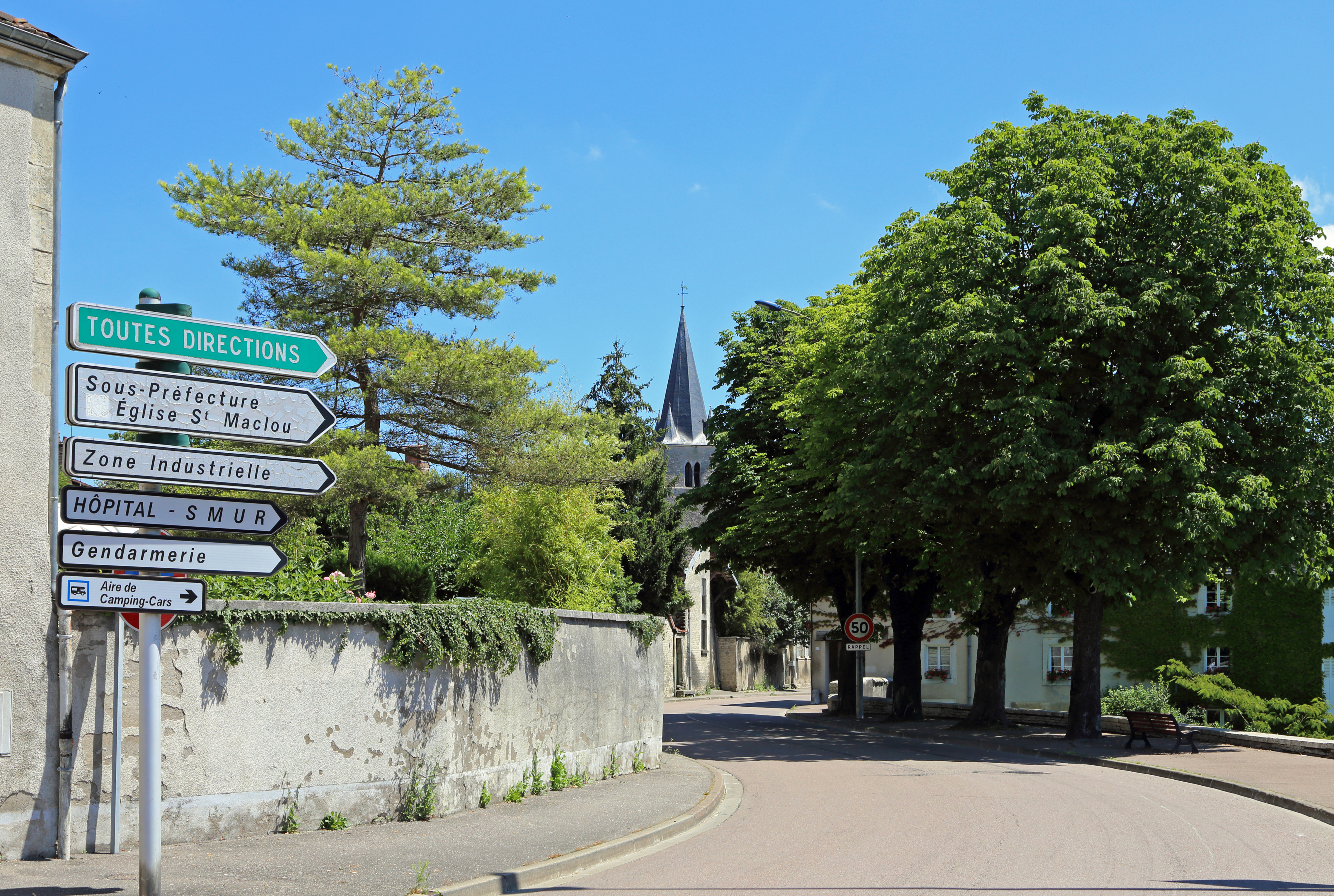
共和国大街

### 教育
奥布河畔巴尔属于兰斯学区。截止2021年1月1日，奥布河畔巴尔境内共有1所幼儿园、3所小学、1所初级中学和1所普通高中。2018至2019学年度，奥布河畔巴尔境内共有在校中等教育阶段学生992名。
在高等教育方面，奥布河畔巴尔境内建有一所卫生学校。

### 医疗
截止2021年1月1日，奥布河畔巴尔境内共有全科医生4名、保健师7名、牙医6名、护士14名、耳科医生1名、皮肤科医生1名和助产士1名。境内共有药房4家、养老院1家、残疾人帮扶中心1家。
奥布河畔巴尔中心医院，全名为“奥布河畔巴尔圣尼古拉中心医院”（Centre Hospitalier Saint Nicolas de Bar-sur-Aube），是法国的一个区域性医疗机构，其主病区位于奥布河畔巴尔市区，设有床位190个，是当地规模最大的公立综合性医院。

### 住房
2019年，奥布河畔巴尔境内共有各类住房2,905套，其中48.8%为独立式居民区，50.3%为集中式居民区。常住房屋占奥布河畔巴尔市镇范围内居民建筑总量的82.0%。
在住房保障政策方面，2021年，奥布河畔巴尔境内共有655户家庭获得了住房经济补助，受益人数占总人口数量的13.7%，其中646份为房租补助。

### 商业
2021年，奥布河畔巴尔境内共有各类实体商铺123家，其中餐厅14家、大型超市7家、面包房3家、肉铺5家、书店2家、装饰品店2家、银行门店7家、美容美发店10家、汽车维修店13家。市区东南部建有开放式商业街区，有家乐福、Aldi、Action等购物商场。

### 体育
2021年，奥布河畔巴尔境内共有1家游泳池、3间体育馆、1座综合体育场、5处网球场、2处马术场、1处足球或橄榄球场以及2处篮球或排球场。
截至2023年2月，奥布河畔巴尔体育俱乐部（Bar-sur-Aube Football club，编号580633）是奥布河畔巴尔境内唯一的一家注册足球俱乐部，该俱乐部成立于2013年，其主队2022至2023赛季参加大东部大区足球联赛丙组（法国第八级别），其主场为皮埃尔·德·顾拜旦球场（Stade Pierre de Coubertin）。

### 环境
奥布河畔巴尔的环境事务由其所属的奥布河畔巴尔地区市镇公共社区联合各级政府协调负责。2021年，奥布河畔巴尔境内共有3家污染企业。

### 治安
2021年，奥布河畔巴尔市镇范围内有1处宪兵队。
奥布河畔巴尔国家宪兵队（zone gendarmerie de Bar-sur-Aube）的管辖范围共包括162个市镇。2020年，该宪兵队累计记录各类案件1,967起，其中盗窃类案件950起，经济类案件202起，毒品交易类案件76起。

## 文化
2021年，奥布河畔巴尔境内共有1家电影院、1家博物馆和1家音乐厅。奥布河畔巴尔市区建有阿尔贝·加布里埃尔多媒体中心（Médiathèque Albert Gabriel），每周二至六向公众开放。

### 建筑
奥布河畔巴尔境内有多处历史建筑，其中圣马克卢教堂、圣伯多禄教堂等为法国国家文物保护单位。

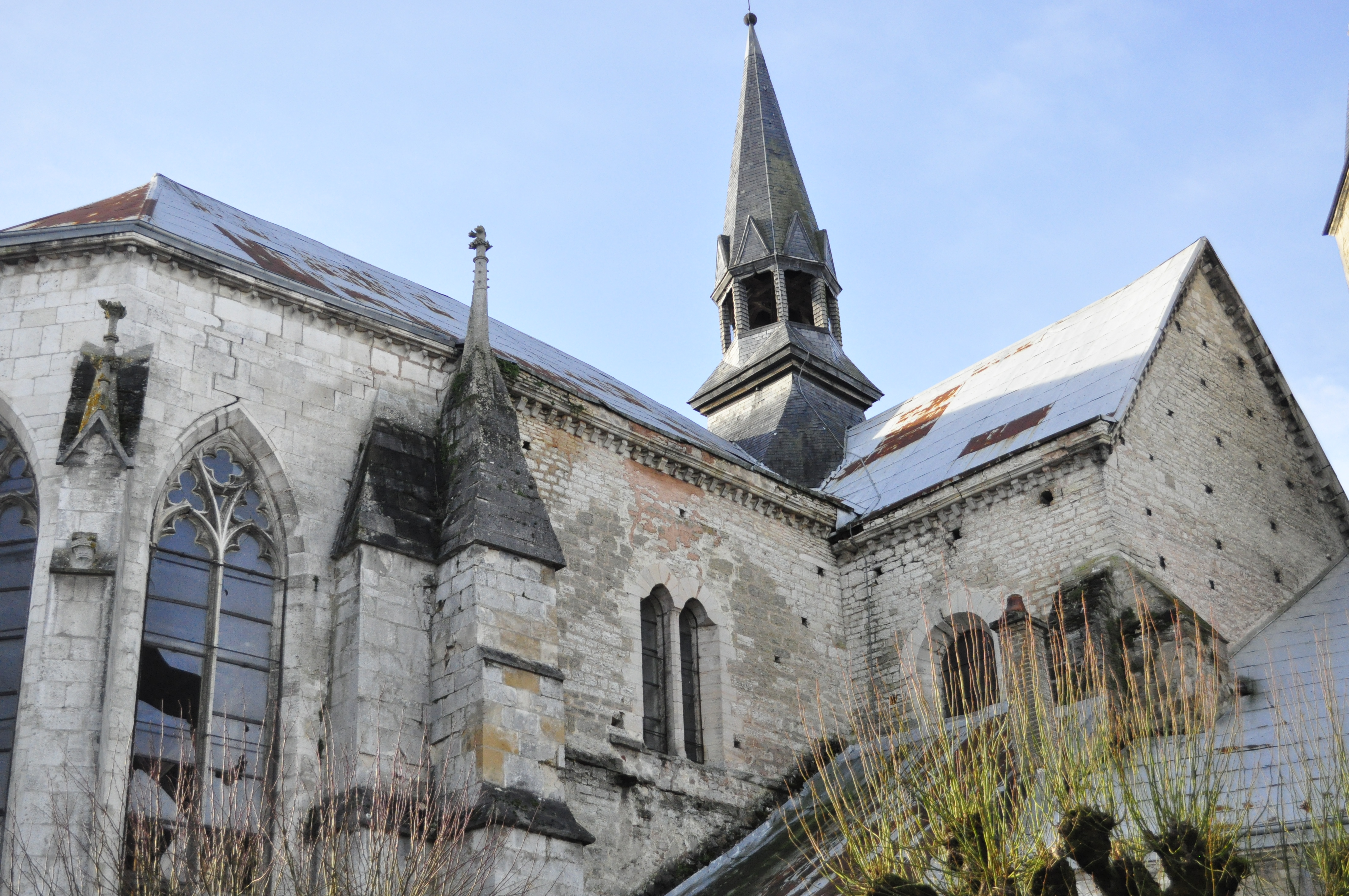
圣马克卢教堂（法语：Église Saint-Maclou de Bar-sur-Aube）
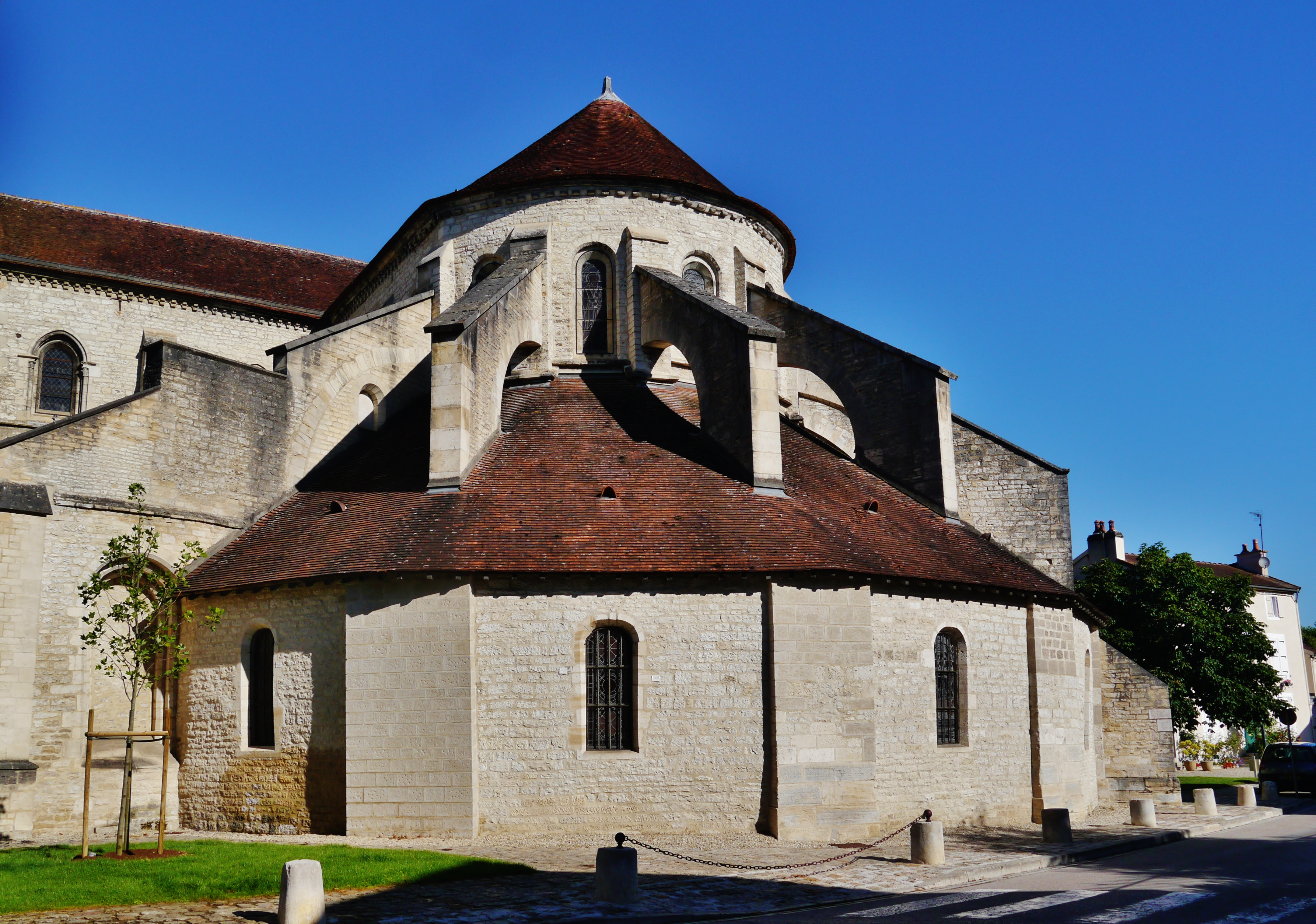
圣伯多禄教堂（法语：Église Saint-Pierre de Bar-sur-Aube）
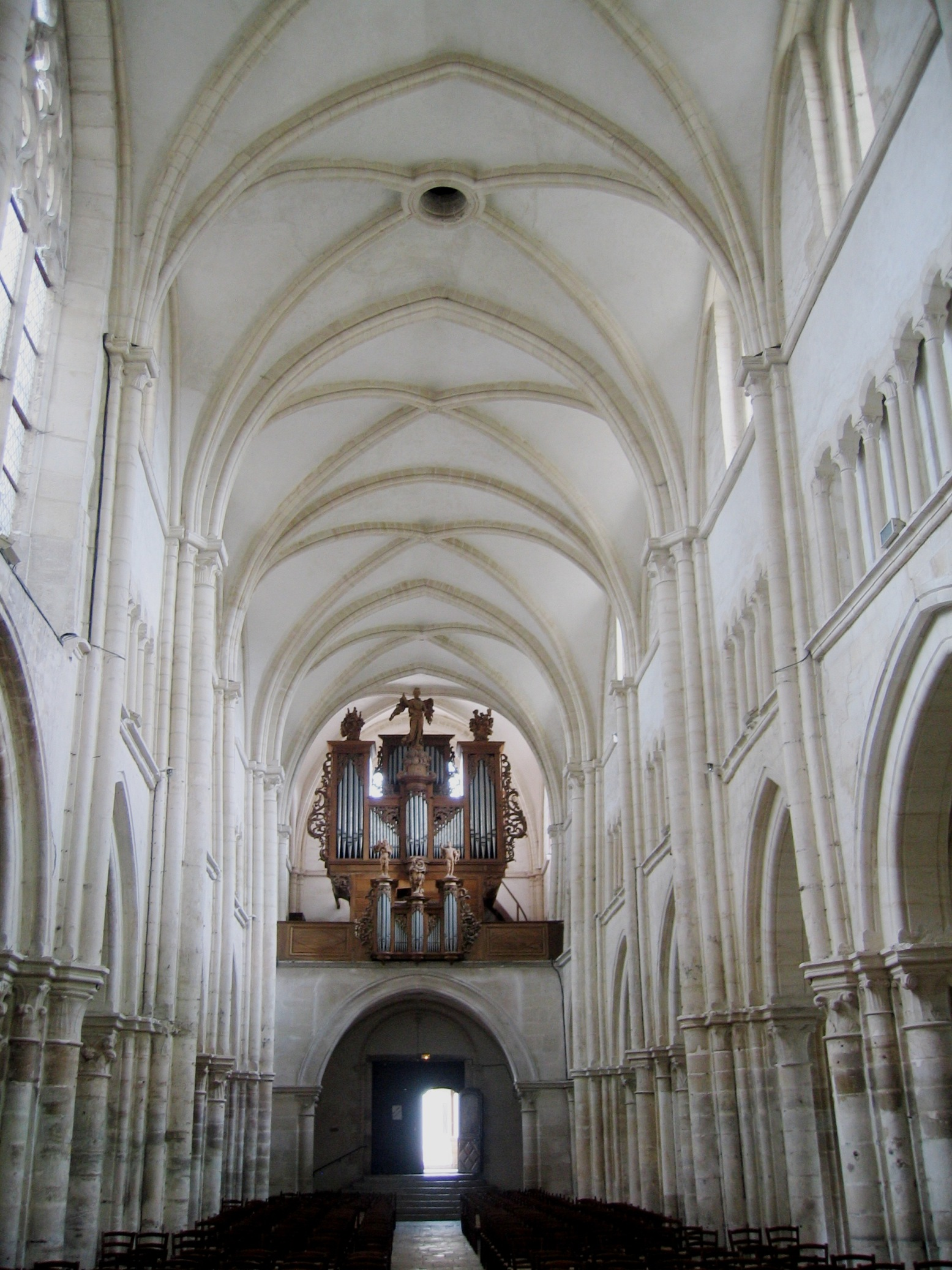
教堂大厅
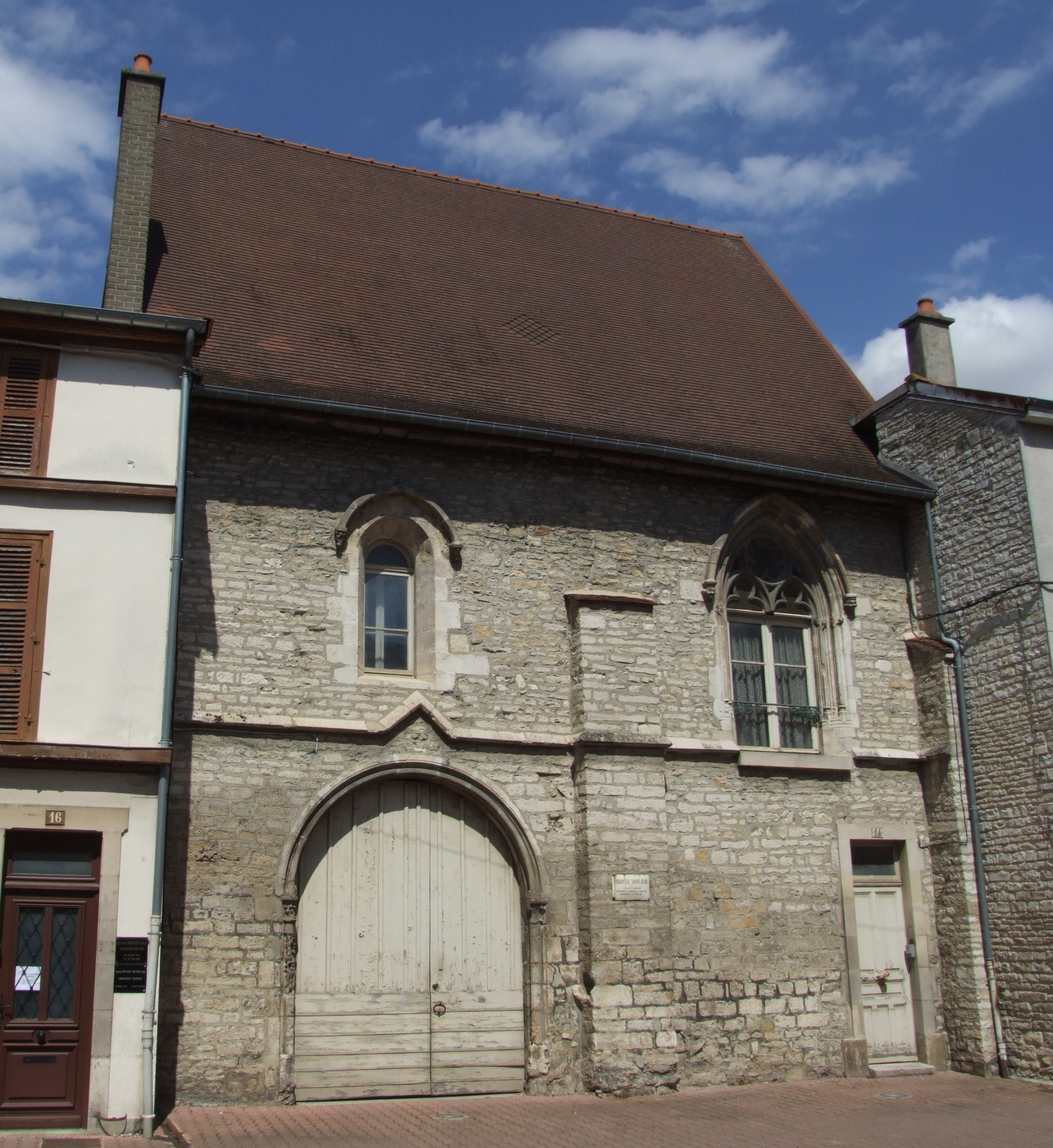
圣让小教堂（法语：Chapelle de Bar-sur-Aube）
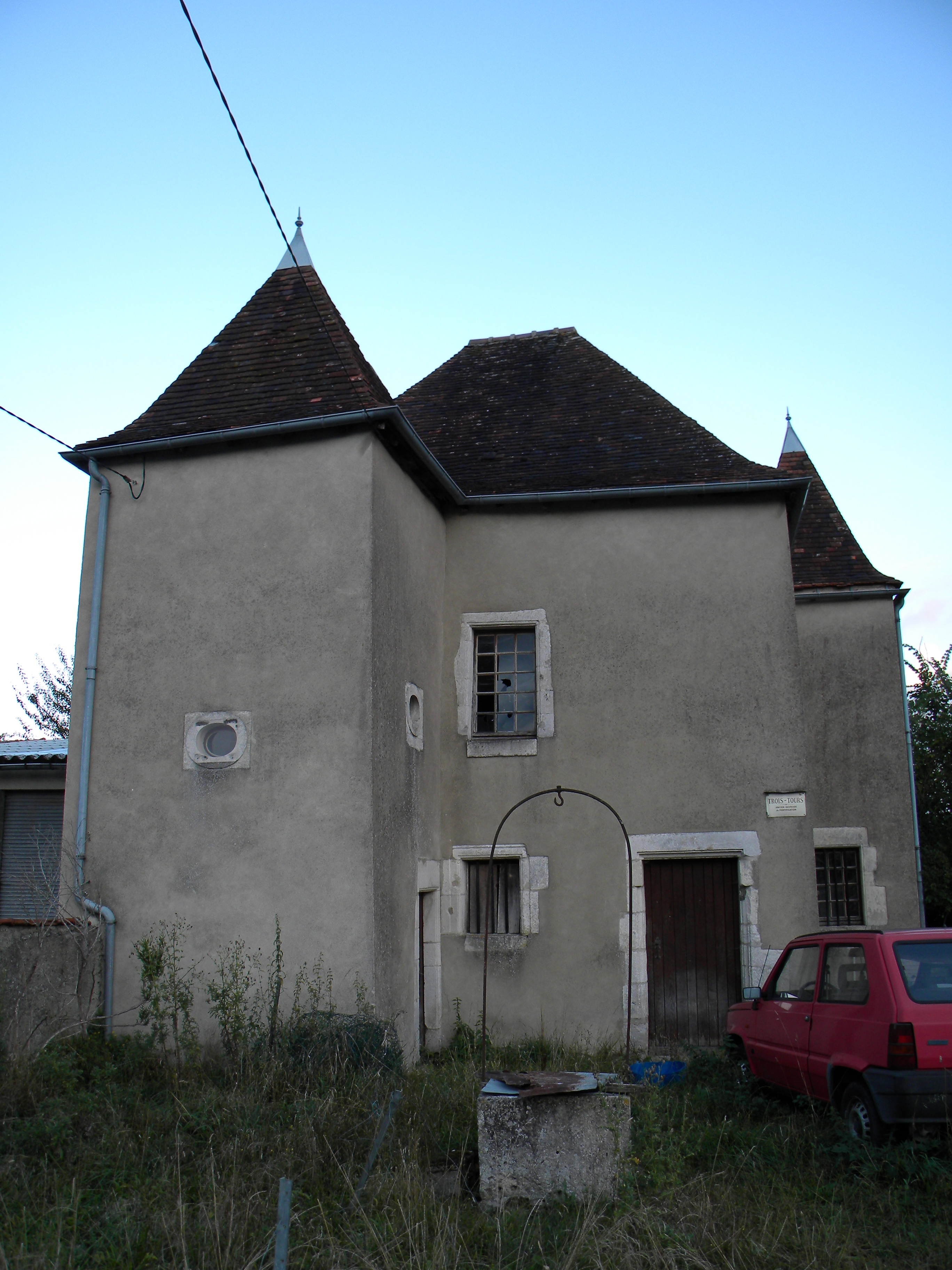
三塔楼（法语：Maison des Trois Tours）
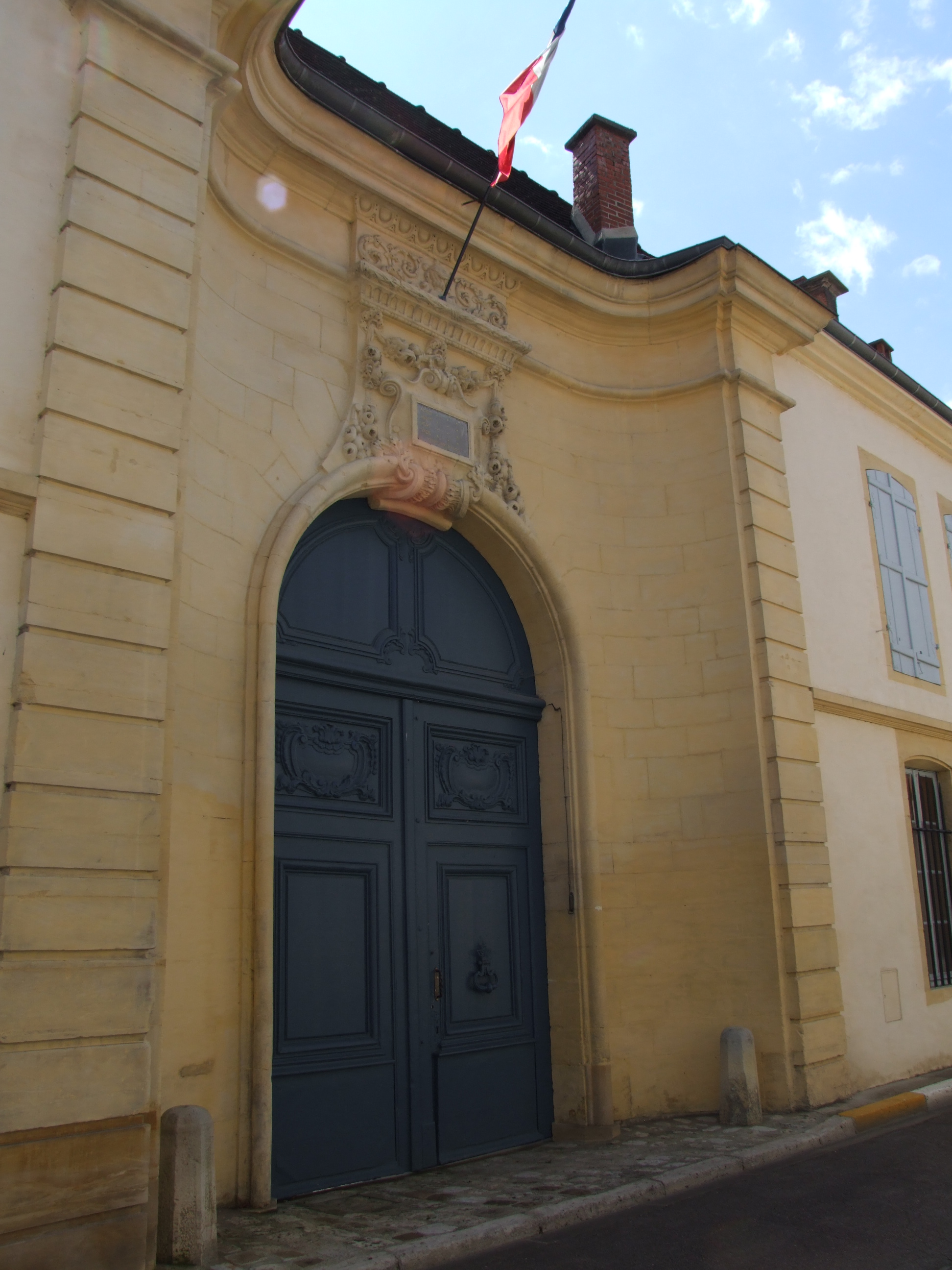
副省府（法语：Hôtel de sous-préfecture de Bar-sur-Aube）
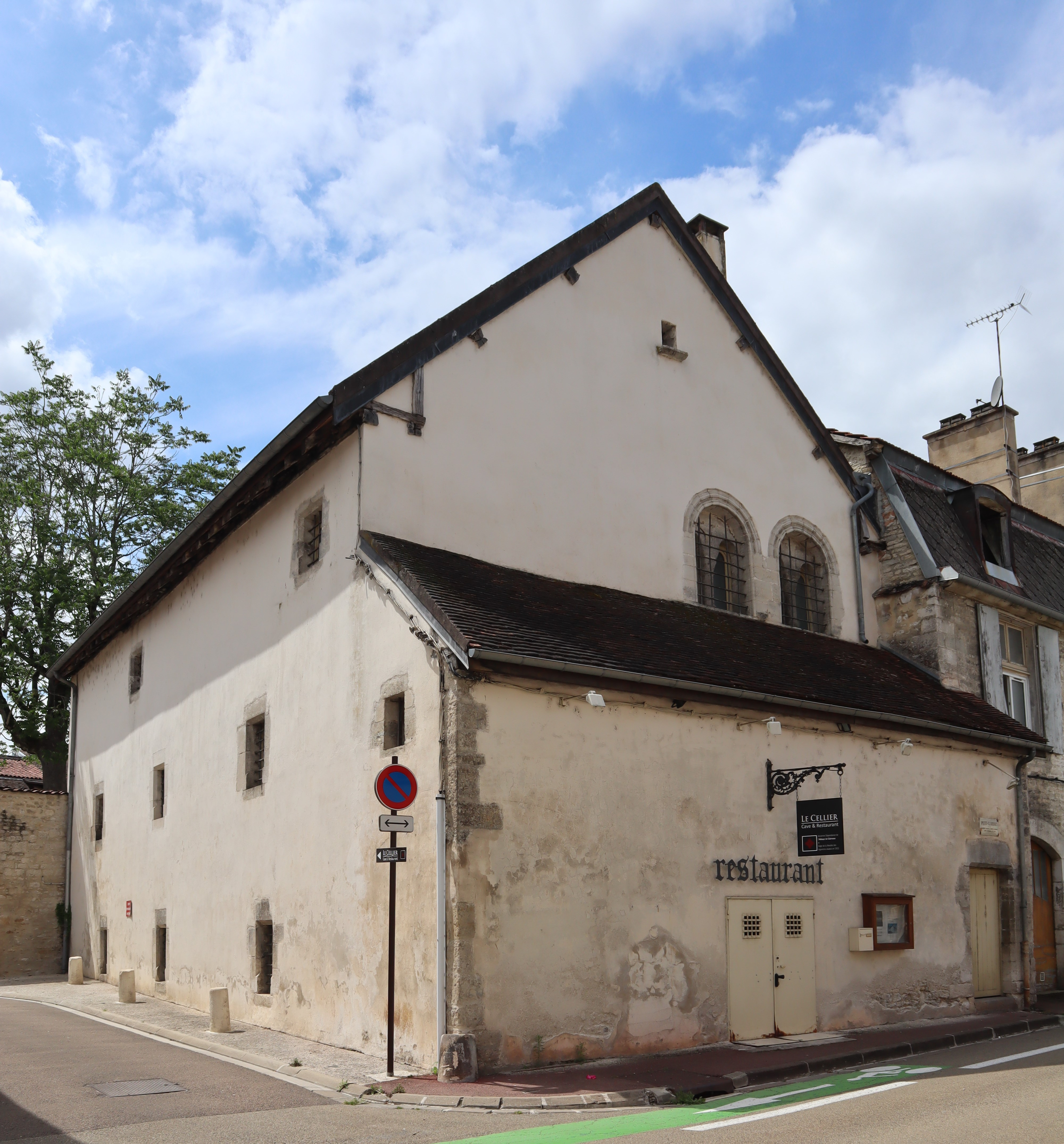
小克莱沃楼（法语：Petit-Clairvaux）
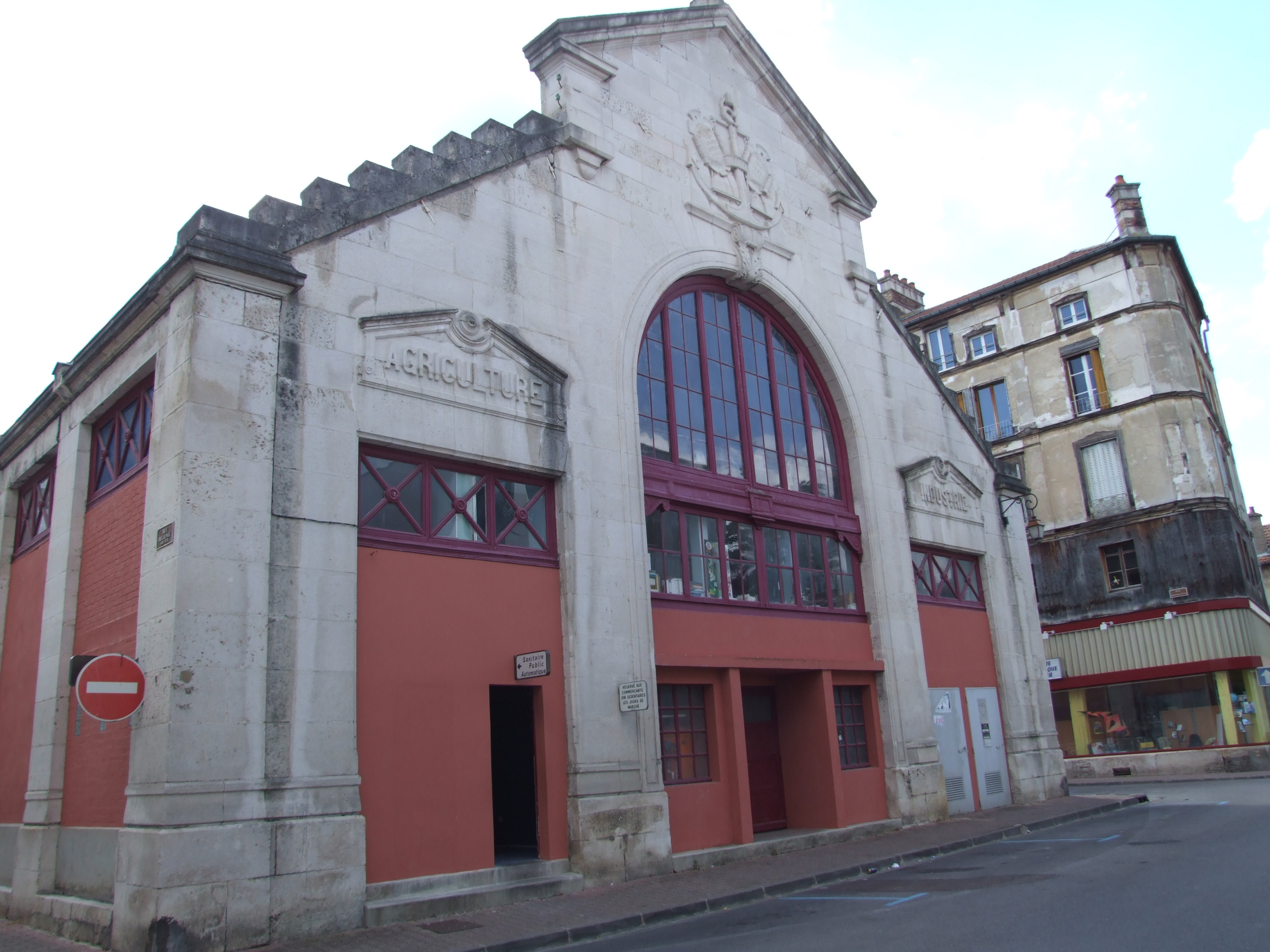
集市大堂
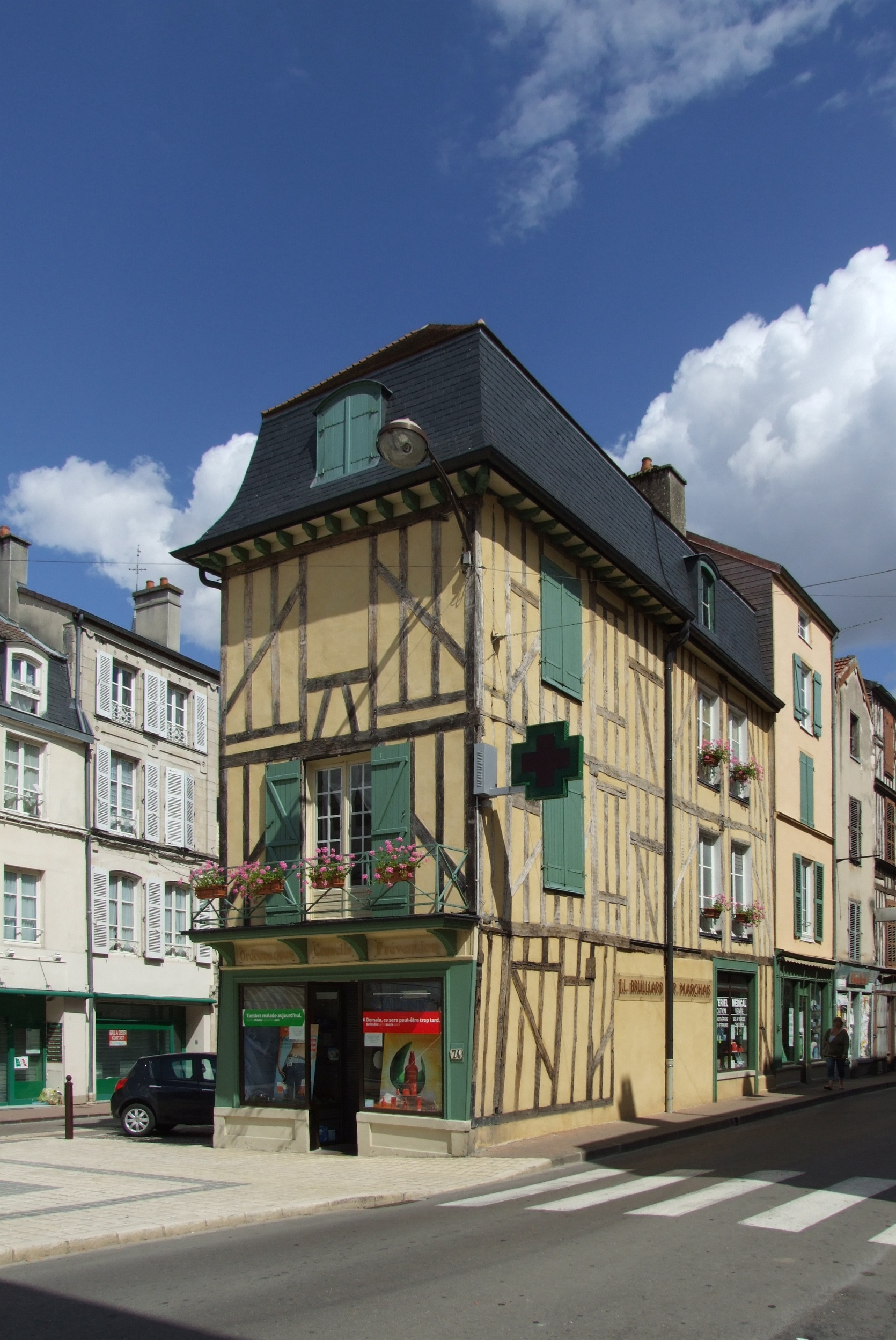
镇中心民居

### 旅游

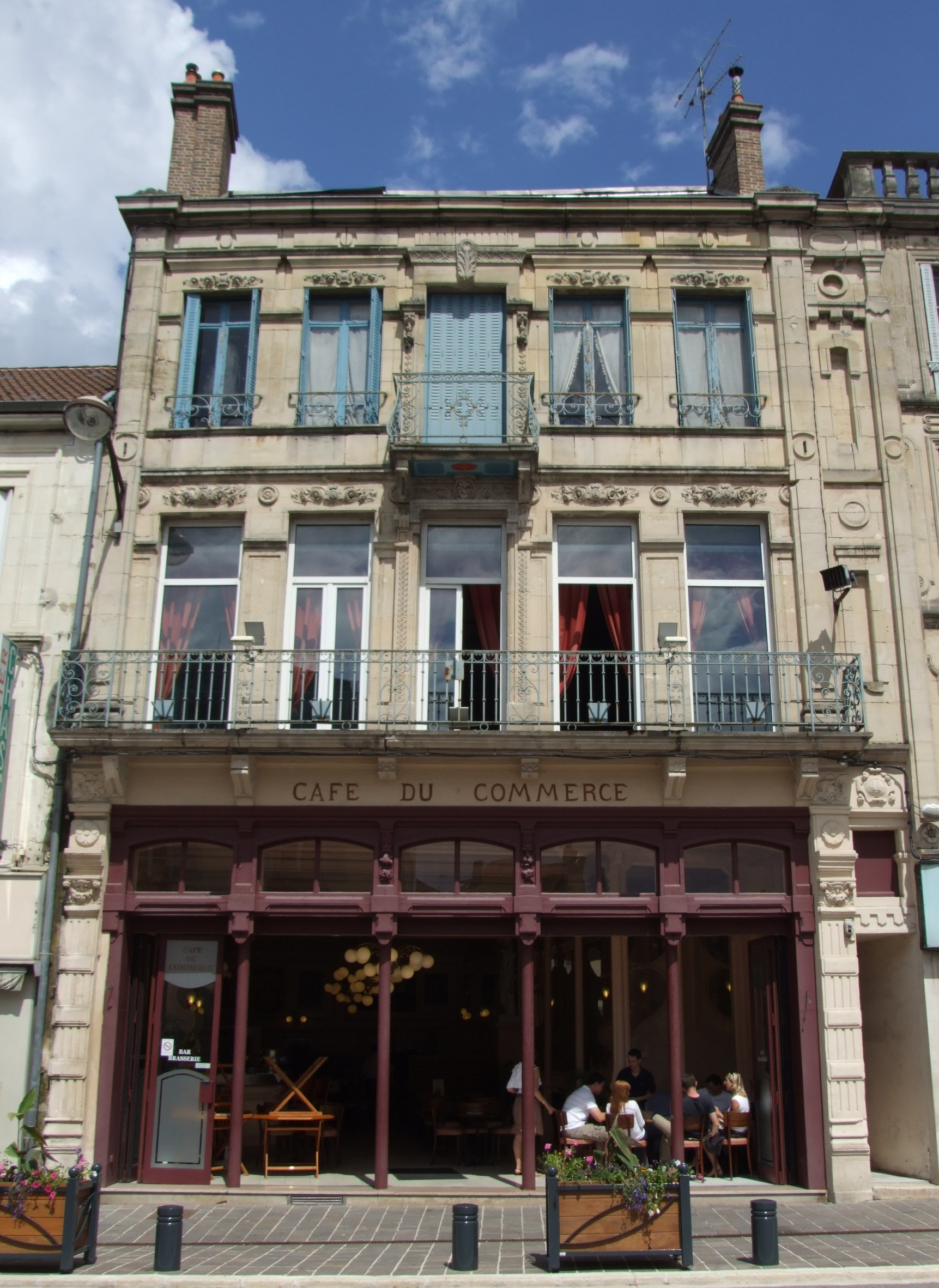
奥布河畔巴尔街头的咖啡厅

奥布河畔巴尔的旅游事务由其所属的奥布河畔巴尔地区市镇公共社区负责。2022年，奥布河畔巴尔境内共有2家酒店共计41间房间。

### 媒体
法国主要的媒体均可在奥布河畔巴尔接收，法国电视三台下属的大东部大区频道在部分时段播出奥布河畔巴尔所在奥布省的地方新闻。Canal 32电视台、香槟广播、蓝色法兰西香槟-阿登广播、《东部光明报》等是当地主要的地方性媒体。

## 相关人物
法国哲学家加斯东·巴舍拉、作曲家莫里斯·埃马努埃尔、建筑师亚历山大·迪索默拉尔、男子击剑运动员勒内·邦杜和女子足球运动员玛丽内特·皮雄出生于奥布河畔巴尔。

## 友好城市
截至2023年2月，奥布河畔巴尔共与一座城市互为友好城市关系：
- 德国 盖恩斯海姆